# Antonino Cuttitta
Antonino Cuttitta (Mezzojuso, 13 giugno 1893 – 14 dicembre 1978) è stato un militare e politico italiano.
Fu generale dell'esercito italiano e deputato nazionale dalla I alla V legislatura: eletto per la prima volta nel 1948 nelle file del Partito Nazionale Monarchico, sottosegretario alla difesa nei governi FanfaniI e Scelba, va ricordato per il suo importante contribuito alla legislazione in materia di ammodernamento del codice militare.